# Gymnodampia qinlingensis
Gymnodampia qinlingensis är en kvalsterart som beskrevs av Chen, Behan-Pelletier, Wang och Norton 2004. Gymnodampia qinlingensis ingår i släktet Gymnodampia och familjen Platyameridae. Inga underarter finns listade i Catalogue of Life.